# Karl Karlson

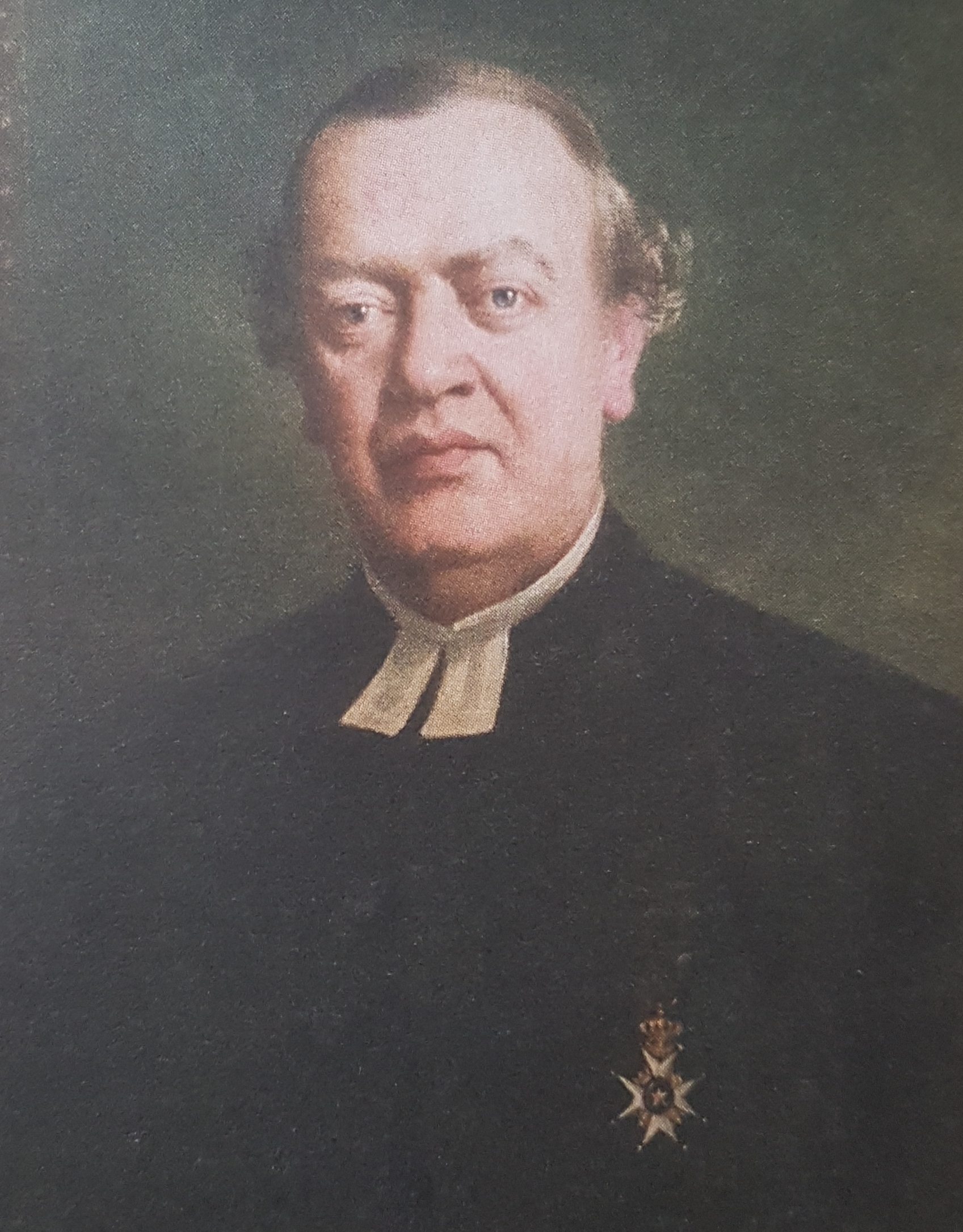
Karl Karlson porträtterad av Knut Ekwall 1912

Karl Fredrik Karlson, född den 19 mars 1831 i Nyköping, död där den 13 juni 1900 (på Stenbro), var en svensk skolman, präst och kulturhistorisk författare.
Karlson blev student vid Uppsala universitet 1848 och promoverades till filosofie magister där 1857. Han blev kollega och huvudlärare i främmande levande språk vid högre allmänna läroverket i Nyköping 1858 och lektor i latinska och svenska språken vid högre allmänna läroverket i Örebro 1864. Karlson prästvigdes 1874 och var regementspastor vid Nerikes regemente 1876–1884. Han blev kyrkoherde i Nyköpings östra församling 1882 och prost 1884. Bland Karlsons skrifter märks: Blad ur Örebro skolas historia (1871–1900), Bilder ur studentlifvet i Södermanlands-Nerikes nation 1839–1850-talet (1897), Isaak A. Börks drama Darius (utgivare, 1874) och Carl Emil August Söderströms Valda dikter (med levnadsteckning, 1895–1896). Han blev ledamot av Nordstjärneorden 1885.